# Antonio Guedes Muniz

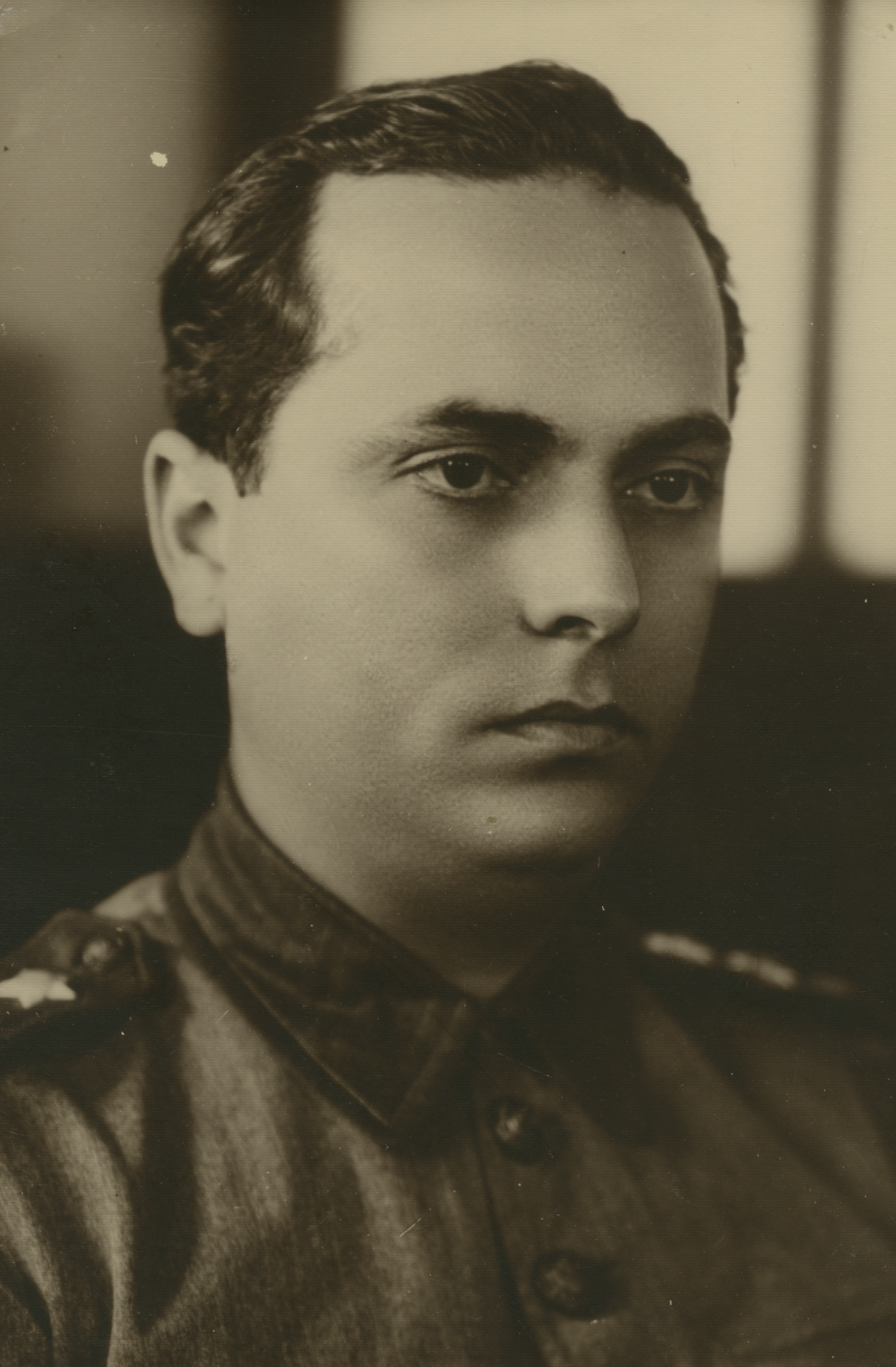
Antonio Guedes Muniz

Antonio Guedes Muniz (* 12. Juni 1900 in Maceió; † 28. Juni 1985 in Rio de Janeiro) war ein brasilianischer Ingenieur und Luftfahrtpionier der brasilianischen Luftfahrtindustrie.

## Leben

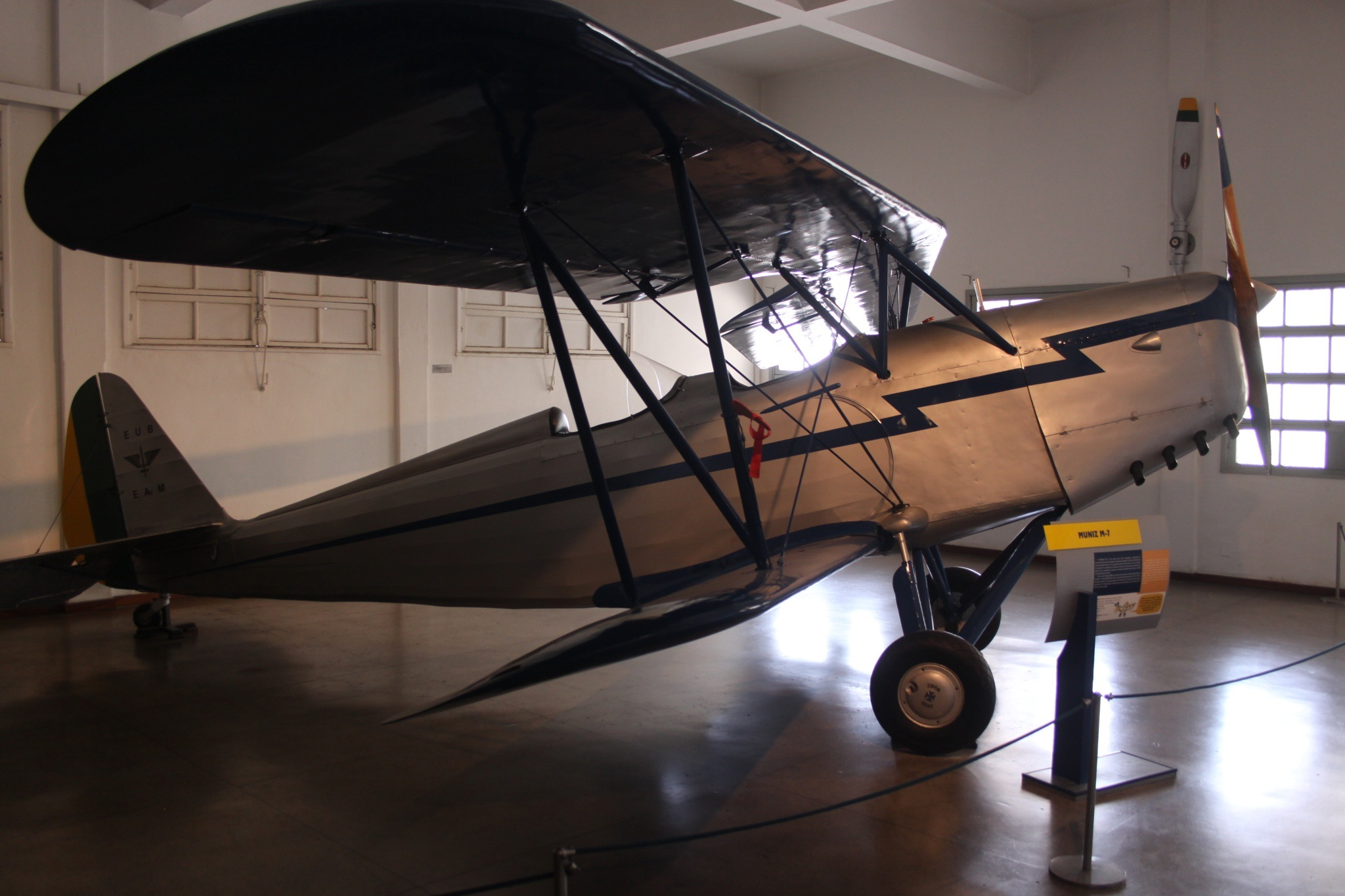
Die Muniz M-7 seine erste Entwicklung die in größerer Stückzahl gebaut wurde

Ursprünglich wollte Muniz Priester werden, weshalb er zunächst ein Priesterseminar besuchte, entschied sich jedoch um und wechselte ins anglo-brasilianische College nach Rio de Janeiro. Nach dem College, ab 1918 besuchte er die polytechnische Schule von Rio de Janeiro, welch er im Januar 1921 als Ingenieuranwärter beendete. Er trat der Armee bei und versah seinen Dienst bei der Companhia de Aviação da Arma de Engenharia, deren Hauptaufgabe es war, die Heeresflieger- und spätere Luftwaffenbasis Campo dos Afonsos zu unterhalten. Eigentlich hatte er kein Interesse an der Luftfahrt, was sich änderte als er 1921 von Flugzeugkapitän Marcos Evangelista da Costa Villela Junior auf einen Rundflug eingeladen wurde.
Am 13. Januar 1923 heiratet er Lucia da Rocha e Silva. Im selben Jahr organisierte er dem militärischen meteorologischen Dienste und wurde deren erster Leiter.
Im August 1925 wurde er nach Frankreich entsandt um Luftfahrttechnik an der Ecole Supérieure de Aéronautique zu studieren. Während dieser Zeit entwickelte er mehrere Flugzeuge, die er als M-1, M-2, M-3, M-4 und M-5 bezeichnete. Nur die Muniz M-5 wurde 1929 von Caudron mit Mitteln der brasilianischen Bundesregierung gebaut und nach erfolgreichen Testflügen in Frankreich, nach Brasilien gebracht. Nach seiner Rückkehr nach Brasilien wurde er Direktor des técnicos da aviação militar und entwickelte weitere Flugzeuge, von denen mehrere gebaut und erfolgreich waren. Während des 1. nationalen Luftfahrtkongresses 1934 schlug Muniz vor, Flugzeugen im eigenen Land zu produzieren, statt sie immer nur zu importieren. Schließlich wurde die Companhia Nacional de Navegação Aérea (CNNA) gegründet, welche mehrere Entwürfe von Muniz produzierte. Später, nach dem er das Militär verlassen hatte, wurde von ihm das Unternehmen Casio Muniz s.a. in São Paulo gegründet, in dem die Casio Muniz Casmuniz 52 entwickelt wurde.
Im Jahre 1934 veröffentlichte er das Buch A construção de aviões  und 1958 Um mundo mais humano.

## Ernennungen und Auszeichnungen während der militärischen Laufbahn
- 7. September 1922 – primeiro-tenente (Oberleutnant), dem hundertsten Jahrestag der Unabhängigkeit Brasiliens
- 9. Februar 1928 – tornou-se major (Major)
- 29. März 1934 – tenente-coronel (Oberstleutnant)
- 7. September 1938 – coronel (Oberst)
- 6. April 1942 – brigadeiro-do-ar (Brigadegeneral)

Am 10. Dezember 1950 wurde er mit dem Ordem do Mérito Aeronáutico, grau de Grande Oficial ausgezeichnet.